# Concerts
Concerts – podwójny album grupy Henry Cow, nagrany zarówno w studiu jak i podczas koncertów zespołu.

## Historia nagrania albumu
W 1975 r. norweska firma nagraniowa Compendium zwróciła się grupy z propozycją wydania koncertowego albumu Henry Cow. Macierzysta firma zespołu Virgin Records nie stawiała przeszkód. W rezultacie powstał dwupłytowy album wydany przez obie firmy.
W tym momencie z zespole nie było już dwóch muzyków z kooperującej grupy Slapp Happy Petera Blegvada i Anthony’ego Moore’a. Nie występują także oni na żadnym z nagrań z tego wydawnictwa. Trzeci muzyk tria Slapp Happy – Dagmar Krause – zdecydowała się pozostać w Henry Cow.
W pierwotnym analogowym (winylowym) formacie układ przedstawiał się następująco:
- Strona 1: nagrania z sesji w studiu Johna Peela dla BBC. Zostały one wykonane przez zespół jednym ciągiem, bez żadnych przerw 5 sierpnia 1975 r.
- Strona 2: koncertowe nagrania z koncertu z Robertem Wyattem w New London Theatre z 21 maja 1975 r.
- Strona 3: całkowicie improwizowana część wykonana w Høvikodden Arts Centre w Norwegii.
- Strona 4: oparta jest na improwizowanych utworach, z których powstał później "Living in the Heart of the Beast".

Aby zapełnić oba dyski (CD) do powyższych nagrań dodano właściwie niedostępne utwory, które znalazły się na kompilacji z 1973 r. Greasy Truckers. Był to podwójny album z podtytułem Live at Dingwalls Dance Hall. Jednak w momencie, gdy Henry Cow miał nagrać swoją koncertową część – klub ten został zamknięty. Zespół nagrał więc utwory w studiu, co pozwoliło mu na pewne eksperymenty akustyczne.

## Muzycy i utwory

### Strona pierwsza
1-5 nagrane i zmiksowane przez Boba Conducta i Tony’ego Wilsona 5 sierpnia 1975 r.
1. Beautiful as the Moon; Terrible as an Army with Banners (Frith/Cutler)
2. Nirvana for Mice (Frith)
3. Ottawa Song (Frith/Cutler)
4. Gloria Gloom (Wyatt/MacCormick)
5. Moon Reprise [całość 22:46]
- Dagmar Krause: wokal
- Lindsay Cooper: fagot, obój, flet
- Chris Cutler: perkusja
- Fred Frith: gitara, pianino
- John Greaves: gitara basowa, wokal
- Tim Hodgkinson: klarnet, organy, saksofon altowy

6, 7 Utwory nagrane 21 maja 1975 r. przez Normana Jona i zmiksowane przez Sarah Greaves.
6. Bad Alchemy (Greaves/Blegvad)
7. Little Red Riding Hood Hits the Road (Wyatt) [oba utwory 8:16]
- Robert Wyatt wokal, instrumenty klawiszowe
- Dagmar Krause: wokal
- Lindsay Cooper: fagot, obój, flet
- Chris Cutler: perkusja
- Fred Frith: gitara, pianino
- John Greaves: gitara basowa, pianino
- Tim Hodgkinson: klarnet, organy, saksofon altowy

8 Utwór nagrany przez Sandro Pascolo i Stephano Spizzamiglio w Palamostre Auditorium w Udine we Włoszech 13 października 1975 r. zmiksowany przez Niela Sanforda.
8. Ruins (Frith) [16:14]
- Dagmar Krause: wokal, pianino
- Lindsay Cooper: fagot, obój, flet
- Chris Cutler: perkusja
- Fred Frith: gitara, pianino
- John Greaves: gitara basowa, wokal
- Tim Hodgkinson: klarnet, organy, saksofon altowy

9,10 zostały nagrane w Vera Club w Groningen w Holandii 26 września 1974 r. i zmiksowane przez Sarah Greaves
9. Groningen (Hodgkinson/Henry Cow) [8:49]
10. Groningen Again (Henry Cow) [7:12]
- Dagmar Krause: wokal
- Lindsay Cooper: fagot, obój, flet
- Chris Cutler: perkusja
- Fred Frith: gitara, pianino
- John Greaves: gitara basowa, wokal
- Tim Hodgkinson: klarnet, organy, saksofon altowy

### Strona druga
1 utwór nagrany i zmiksowany przez Jacka Balchina i Harolda Clarka w Høvikodden Arts Centre w Oslo w Norwegii.
1. Oslo (Henry Cow) [25:59]
- Lindsay Cooper: rekorder (flet)
- Chris Cutler: pianino
- Fred Frith: skrzypce, ksylofon

2-5 utwory nagrane i zmiksowane w Manor Studio 4 listopada 1973 r. przez Henry Cow i Toma Newmana
2. Off the Map (Hodgkinson/Cutler/Frith] [8:30]
3. Cafe Royal (Frith) [3:22]
4. Keeping Warm in Winter (Frith/Greaves) [1:00]
5. Sweet Heart of Mine (Henry Cow) [9:06]
- Chris Cutler: perkusja
- Fred Frith: gitara, pianino
- John Greaves: gitara basowa, wokal
- Tim Hodgkinson: klarnet, organy, saksofon altowy, pianino (tylko w 2)
- Geoff Leigh: saksofon tenorowy, saksofon sopranowy, flet, klarnet, rekorder

6 wszystkie dane jak w utworze 8 (Ruins) ze strony pierwszej z wyjątkiemLindsay Cooper gra na pianinie
6. Udine (Henry Cow) [9:26]

## Opis płyty
- Projekt okładki: Maggie Thomas
- Tekst na wkładce CD: Tim Hodgkinson
- Wszystkie utwory © Virgin Music Publishers Ltd z wyjątkiem Gloria Gloom ©1972 Soft Machine Publishing Co. Ltd/Essex Music International Ltd.

## Wznowienie na CD
Concerts ESD 80822/832